# 兴蓉投资
成都市兴蓉投资股份有限公司 （深交所：000598）是中国深圳证券交易所的一家上市公司，主营业务范围为公共设施服务业。
2011年，该公司主营业务收入为1917643623.10元，公司净利润为587749489.34元，公司总资产为7090448427.08元。